# Joaquín Diéguez
Joaquín Diéguez y Díaz (1860-1931) fue un pintor e ilustrador español.

## Biografía

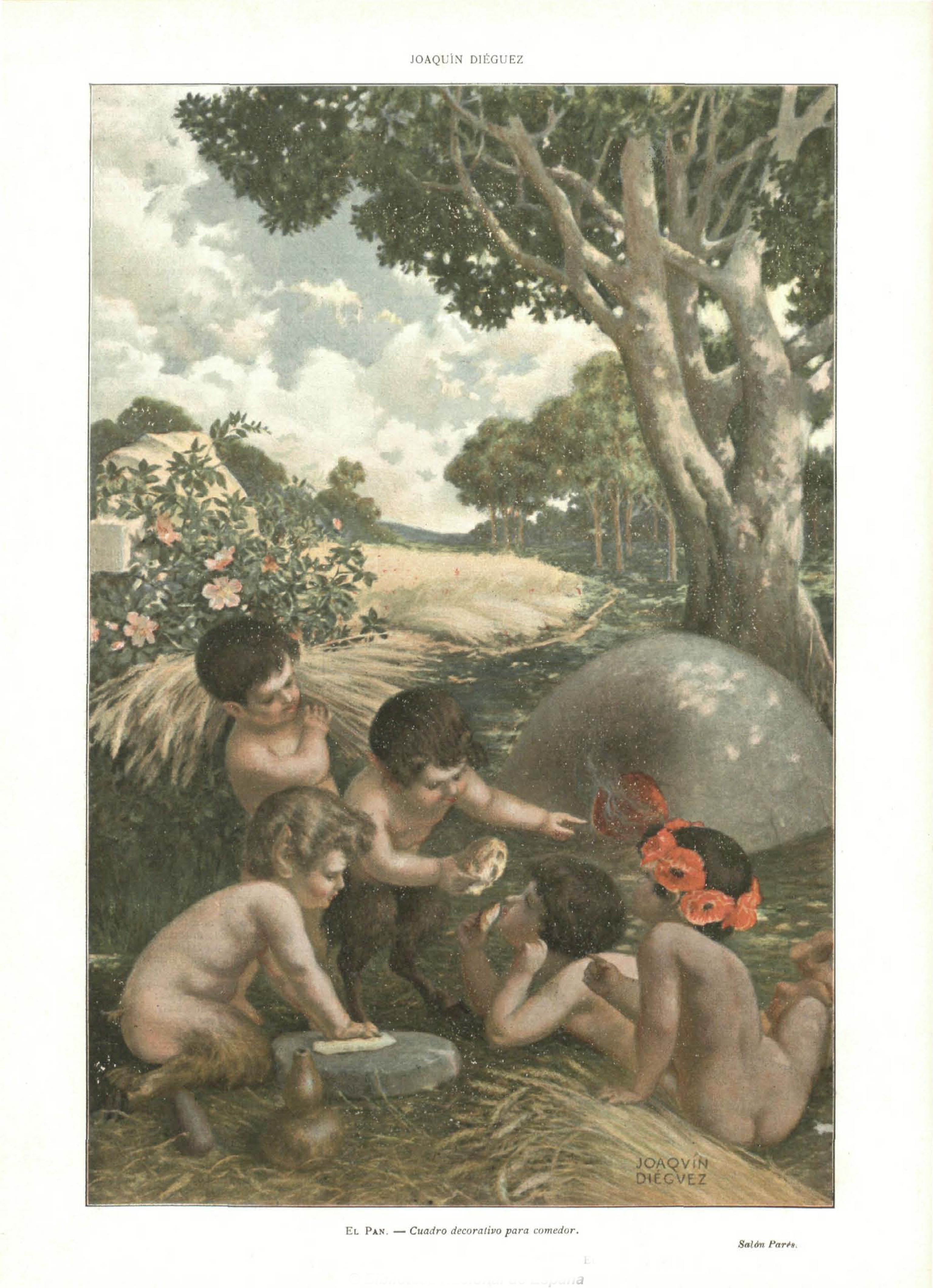
«El pan» (Álbum Salón, 1904)

Nació en 1860 en Jaén. Diéguez, que se educó artísticamente en Madrid, transitó a lo largo de su vida por Barcelona, París, Suiza y Milán, para terminar falleciendo en España en 1931. Cultivó entre otros el género del retrato, además de diseñar ex libris. En su faceta como ilustrador de libros participó en ediciones de Nieblas de la historia patria de José Gómez de Arteche (2ª edición) y Poesías religiosas de Antonia Díaz de Lamarque (1889).